# Bell Elliott Palmer
 (août 2019).
Si vous disposez d'ouvrages ou d'articles de référence ou si vous connaissez des sites web de qualité traitant du thème abordé ici, merci de compléter l'article en donnant les références utiles à sa vérifiabilité et en les liant à la section « Notes et références ».
Pour les articles homonymes, voir Palmer.
Bell Elliott Palmer (27 mars 1873 – 2 octobre 1947) est une écrivaine américaine.

## Jeunesse
Bell Elliott naît à Jacksonville dans l'Illinois, fille de Richard Douglas Elliot (né en 1848 et mort en 1878) et de Lucy H. Twyman Elliott (morte en 1878). Orpheline à cinq ans, elle est élevée par ses grands-parents. Elle étudie à l'Université de Chicago.

## Carrière
Bell Elliott Palmer écrivit plusieurs dizaines de pièces : la plupart des comédies en un acte qui étaient ne prêtant à aucune controverses et tout à fait adaptées à être montées dans des églises, des écoles ou des clubs de théâtre selon ce qu'en disait la publicité officielle.
Palmer publia, en 1915, un roman épistolaire intitulé :  The Single-Code Girl (La fille au code unique) (1915). Elle écrivit aussi des nouvelles et des articles pour le magazine Out West ainsi que pour d'autres journaux et magazines.

## Théâtre
Voici quelques-unes de ses œuvres : 
- The Professor's Truant Gloves (Les gants du professeur qui lui faisaient manquer l'école) (1906)
- The Point of View (le Point de vue) (1906)
- Out of Town (En dehors de la ville) (1906)
- Mrs. Santa Claus, Militant (La femme du père Noël, cette militante) (1914)
- The Love Flower (La Fleur d'amour) (1921)
- What Can We Do with Aunt Sally? (Que pouvons nous faire de tante Sally ?) (1922)
- In the Garden of Life (Dans le jardin de la vie) (1924)
- Fighting it Out at the Cheer Club (Affrontement au club des Cheerleaders) (1924)
- Setting the Nation Right (Redresser la nation) (1924)
- Not So Turribul (Pas si Katastrofike) (1925)
- It Can't Be Done (C'est impossible) (1925)
- Rest a Bit, Mother (Reposez vous un moment, mère) (1925)
- What's the Use! (Dans quel but !) (1926)
- The Meddlesome Mrs. Mars (L'importune Madame Mars) (1929)
- We Never Gossip (Nous ne racontons jamais de ragots) (1932)
- The Very Idea (L'idée même) (1932)
- Fidgets (Ceux qui gigotent) (1932).

Voici d'autres titres qui furent mis en avant par la publicité en 1912 : 
- His Uncle's Choice, or Dodging an Heiress (Le choix de son oncle ou comment éviter une héritière)
- The Bluners from Blue Ridge (Les Bluner de Blue Ridge)
- Aunt Billie From Texas (Tante Billie du Texas)
- The Home of Confusion (La maison de la confusion)
- Tilton, the Uplifter (Tilton, l'exaltant)
- Bob Upsets the Calendar (Bob bouscule le calendrier)
- They Do Say (C'est ce qu'ils disent).

On trouve aussi une mention en 1919 de Her Blessed Boy (Son garçon béni).

## Vie privée
Bell Elliott épousa un banquier, James Allerton. Ils eurent trois filles. En 1916, elle organisa un long circuit de randonnée à parcourir avec deux de ses filles : le départ était à Los Angeles et l'arrivée à Chicago.
Bell Elliott Palmer mourut en 1947 à Jacksonville dans l'Illinois. Elle laissa dans le deuil ses deux filles Anna Capps et Bell Voss. L'artiste Charles Merrick Capps était son gendre.